# Suku
De Suku is een etnische groep mensen die van oudsher woont in het zuidwesten van de Democratische Republiek Congo en in het noordwesten van Angola. In het begin van de 21ste eeuw waren er heel grof ongeveer 200.000 mensen die zich identificeren als Suku, waarvan velen wonen in de Congoleze provincie Kwango. De Suku-samenleving is matrilineair.
De taal van de Suku, een Bantoetaal, wordt ook Suku genoemd.

## Geografie
De Suku's bewonen een ruwweg rechthoekig gebied, van ca. 70 km oost/west en 180 km noord/zuid. Het bevindt zich in het gebied van de Kwango-rivier op een hoogte van ca. 750 meter boven zeeniveau. Het gebied bestaat uit savannes doorsneden met snelstromende riviertjes.

## Geschiedenis
De Sukubevolking vestigde zich in de 17e eeuw in het huidige gebied vanuit Lunda in het huidige Angola. De bevolkingsgroep was gevlucht toen het gebied van de Kwango in de 17e eeuw werd veroverd. In de 19e eeuw waren er sporadische contacten tussen de Suku en de Portugezen. Vanaf ca. 1890 kwamen de Suku onder controle van de Congolese vrijstaat, het latere Belgisch-Congo. Begin 20ste eeuw verschenen Europese handelaren in het gebied, evenals missionarissen (zowel katholiek als protestant). Vanaf de late jaren 1920 was er sprake van een vorm van regering. Vanaf de jaren 1930 werden de Suku economisch steeds afhankelijker van het werk op plantages en in stedelijke gebieden.
De Suku woonden oorspronkelijk in kleine dorpen van zelden meer dan vijftig inwoners. Traditionele woningen zijn rechthoekig. Zij hebben twee kamers en zijn van hout en bedekt met gras. Tijdens de koloniale periode werden modernere huizen geïntroduceerd.

## Politiek systeem
In het traditionele politieke systeem delegeerde de Suku koning macht aan de regionale hoofden, die op hun beurt weer autoriteit hadden over de lokale hoofden.

## Maatschappij en cultuur
De cultuur van de Suku laat veel overeenkomsten zien met die van de Yaka. Mannen en vrouwen hebben elk hun eigen taken en rollen. De mannen jagen individueel of samen. De jacht gebeurt met pijl en boog of met een antiek geweer. De vrouwen hebben tot taak gewassen te telen. Ze oogsten yams, bonen, erwten, ananas en pinda's. De vrouwen verzamelen ook fruit, bessen en wortels die in de natuur rond hun woonplaats groeien.

### Religie
De Suku kennen een schepper die Ndzambyaphuungu wordt genoemd. De scheppende godheid woont in de lucht en reist met de wind. Deze godheid is verantwoordelijk voor leven en dood. Alle gebeurtenissen worden gezien als afkomstig van Ndzambyaphuungu. Voor alle niet te beantwoorden vragen wordt de godheid als antwoord gegeven. De Suku hebben geen cultus rond Ndzambyaphuungu. Er wordt niet voor hem geofferd, en er zijn ook geen afbeeldingen of andere representaties van gemaakt.
De dichtstbijzijnde religieuze banden hebben de Suku met de elders en voorouders. Ze worden bij leven en dood gevreesd en vereerd. Aan hen wordt geofferd of krijgen geschenken.
Daarnaast kennen de Suku net als de Yaka profeten of waarzeggers die ngoombu worden genoemd. Personen die een ongeluk hebben gehad, een vreemde gebeurtenis hebben meegemaakt of te maken hebben met ziekten of overlijden worden door de ngoombu behandeld. De waarzeggers hebben voor de behandeling een voorwerp van het slachtoffer nodig in de vorm van schelpengeld, een munt of een stuk stof. Daarmee kan de ngoombu onthullen waar de problemen vandaan komen.

### Initiatie
Suku-jongens doorlopen een uitgebreide initiatieceremonie om de volwassenheid te bereiken, waarbij de jongens ook besneden worden. Ze verhuizen daarvoor enige tijd naar een kamp. De initiatieperiode kan wel een heel jaar duren. Als er in een dorp voldoende jongens tussen de tien en vijftien jaar zijn voor de initiatie, kondigen de ouderen aan dat de initiatie begint. Een maand voordat de jongens van huis worden weggestuurd, gaan ze op bezoek bij familieleden. Zij laten dan een dans zien in ruil voor cadeaus. In deze periode zijn de andere bewoners van het dorp bezig met het opzetten van een kamp - de initiatieplaats. Dat gebeurt leiding van een persoon die gespecialiseerd is amuletten. Het kamp wordt ingericht met speciale structuren, maskers en gebeeldhouwde totems die bedekt zijn met amuletten en medicijnen. Daarmee wordt de initiatieplaats omringd en afgebakend. Een dag voor de besnijdenis verzamelen de jongens zich bij de zogeheten mukaamba-boom. Als een jongen geschikt wordt bevonden, schiet de amulettenspecialist een pijl in de boom. Als de pijl blijft zitten, hakken de aanwezigen de boom om. De omgehakte boom wordt in de buurt van het initiatiekamp geplaatst. De jongens zingen ondertussen rouwliederen, die herinneren aan de scheiding van hun familie. De initiatierituelen culmineren namelijk vaak in een symbolische dood van de jongen, waarna deze herboren wordt als volwassen man.
Later op de dag verschijnen de kakuungu-, m-bawa- en hemba-maskers voor de festiviteiten. Maskers zijn voor vele volkeren in Afrika belangrijk. Als over "masker" gesproken wordt, wordt de totale verschijning bedoeld, dus niet alleen het voorwerp op het hoofd, maar ook de kleding, versiering en alle attributen die de persoon die het masker draagt bij zich heeft.
De dag van de besnijdenis begint rond 5 uur met trommels, waarbij de kakuungu en mbawa maskers weer verschijnen. De families van de jongens die ingewijd worden dragen de jongens op hun schouders naar het kamp. De eerste jongen die besneden wordt krijgt de titel kapita, de laatste jongen heet mbaala. Na de besnijdenis moeten de jongens een paar dagen naakt blijven. Ze slapen dan dicht bij elkaar op matten op de grond. Ze worden gedwongen hun zussen en ouders te beledigen terwijl hun eten door de kampleiders op de grond wordt gegooid. Bij zonsopgang en zonsondergang moeten ze op een been staan, met de voet van andere been op hun knie en met hun armen gestrekt. De jongens krijgen te maken met veel voedselbeperkingen. De jongens worden gestraft als ze klagen, als ze de stilte verbreken, als ze een fout maken of als ze bevelen niet opvolgen. De derde dag lopen de jongens zingend naar een beek om daar hun besneden penis schoon te maken. De volgende dag krijgen ze amuletten te zien die een versterkende werking hebben. De amulettenspecialist plaatst de amuletten langs het pad en de langs barricade die naar het kamp leidt. De amuletten zorgen ervoor dat geen infecties optreden, en weren ook andere kwaadaardigheden af. De maskers helpen daarbij. Als de wond van de besnijdenis na ongeveer drie weken genezen is, kunnen de jongens nog tot drie jaar in het kamp blijven. Zij leren dan nuttige vaardigheden zoals het ruimen van velden, het weven van matten of het winnen van rubber. In Afrika wordt rubber gewonnen uit klimplanten van het geslacht Landolphia.
Er worden in het kamp veel verhalen verteld en de jongens krijgen ook seksuele voorlichting en adviezen hoe op vrouwen gereageerd moet worden. Tegen het eind van deze periode verschijnt het hemba-masker en krijgen de jongens danslessen. Als de ingewijde jongens ten slotte terugkomen uit het kamp, vragen ze een oudere om kaolien. De witte kleurstof symboliseert vrede en welkom. Hierna dansen de hemba-maskers terwijl ze het verlaten kamp in brand steken. Daarna wordt er veel gedanst en feest gevierd.

## Maskers

### Kakuungu-masker

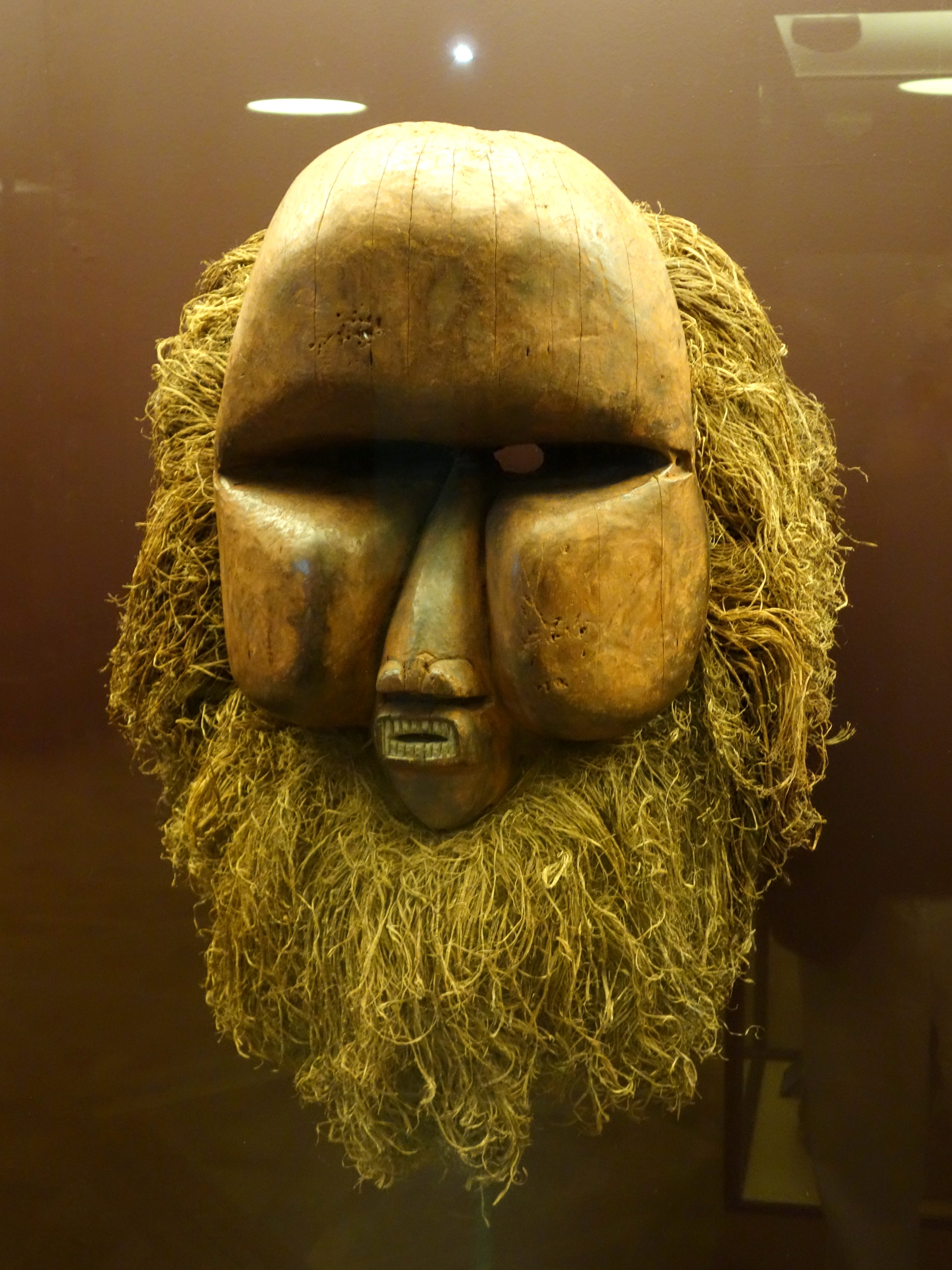
Kakuungu-masker

De kakuungu-maskers zijn groot en ongeveer 84 centimeter hoog. Ze worden gekenmerkt door hun opgeblazen wangen, een prominente kin en grove gelaatstrekken. De basiskleuren zijn rood en wit. Het rood betekent bloed, wraak en slechtheid. Het wit staat voor zegeningen en gezondheid. Zo een masker is gemaakt van zacht hout, mengela of m'tsenga genaamd, en bedekt met pels van grotere dieren en stroken raffia over de volledige lengte.
De kakuungu wordt beschouwd als het oudste en krachtigste toverwapen. Het was eigendom van de amulettenspecialist en werd door hem gedragen in de initiatiekampen. Het masker werd ook gebruikt om personen met kwade bedoelingen weg te houden van het kamp waar jongens geïnitieerd worden tot man. Ze verschenen tijdens de dag van de besnijdenis, op de dag van het vertrek uit het kamp, en af en toe in tijden van crisis, zoals bij het optreden van een infectie of bij dreigend onweer. De kakuungu heeft geweldige springcapaciteiten, waardoor deze maskers snel tussen dorpen kunnen reizen.
Vanaf midden jaren vijftig tot en met de jaren zeventig van de twintigste eeuw werd het masker nog maar zelden gebruikt.
Toen de Belgische koning Filip tijdens zijn bezoek aan Congo in juni 2022 een kakuungu-masker meebracht dat in langdurig bruikleen werd gegeven aan het Musée National de Kinshasa, waren dergelijke maskers tot dan niet meer in Congo aanwezig. Het masker kwam uit de collectie van het Koninklijk Museum voor Midden-Afrika. Dit zeer complete masker is afkomstig uit het dorp Mpungu Luwala in de provinci Kwango, vlak bij de Angolese grens. Het was de Belgische wetenschapper Albert Maesen (1915-1992)  die het masker tijdens een wetenschappelijke missie (1953-1955) voor 215 Belgische frank 'kocht'. De lokale bewoners beweren dat dit onder dwang gebeurde en dat er dus sprake zou kunnen zijn van roofkunst. Het is volgens hen geen kunstvoorwerp en hoort bijgevolg niet thuis in een 'ver' museum.

### M-bawa masker
Het m-bawa-masker is gemaakt van slingerplanten die in een bolvormige structuur zijn gebonden en vervolgens zijn bedekt met raffia. De diameter is ca 100 centimeter. Er zijn twee hoorns aan de bovenkant bevestigd. Dat kunnen echte dierenhoorns zijn, maar ze kunnen ook gemaakt zijn van hout. De hoorns zijn beschilderd met witte vlekken. Het masker wordt in verband gebracht met een machtige buffel. Het wordt op de dag van de besnijdenis gebruikt voor de initiatie, bij het verlaten van het kamp en bij het doorbreken van voedselbeperkingen voor de jongens die besneden worden. Het komt meestal tevoorschijn apart van het kakuungu-masker. M-bawa zou ook regen afweren, zou bekend maken dat een vrouw zwanger is. Ook is het masker nuttig bij het beheersen van asociaal gedrag.

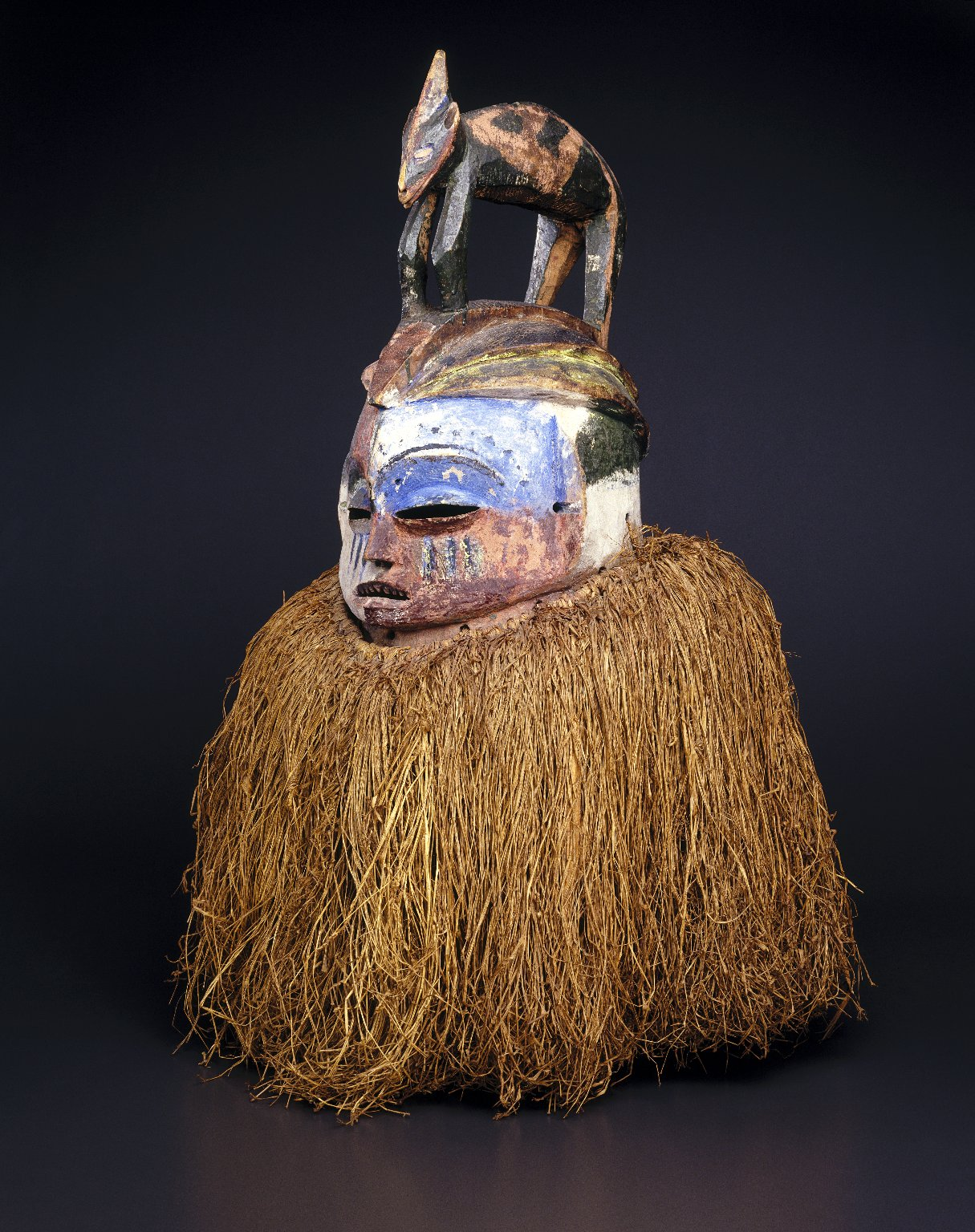
Hemba-masker

### Hemba-masker
Het hemba-masker is exclusief voor de noordelijke Suku. Het is gemaakt van een cilindrisch stuk hout gesneden in de vorm van een helm of een klok. Het heeft een menselijk gezicht en een kapsel van raffia franjes. Op het hoofd is dikwijls een opbouw aanwezig, in de vorm van een dier of een menselijke figuur. Het kapsel heeft driehoekige decoratiebanden en is zwart geverfd met sommige delen dof rood. Het gezicht is wit geverfd met blauwe lijnen die een wenkbrauw- of neusrug symboliseren. Het masker wordt gebruikt in de initiatiekampen en wordt gedragen door de twee oudste pas ingewijde jongens tijdens het einde van de initiatie. Het hemba-masker helpt ook vrouwen met gynaecologische aandoeningen en geneest mensen met een hernia. Het helpt ook bij pech tijdens de jacht. Er wordt gezegd dat het masker het collectieve beeld van alle voorouders bevat.

## Kunst

### Spleettrommel (N'koku ngoombu)

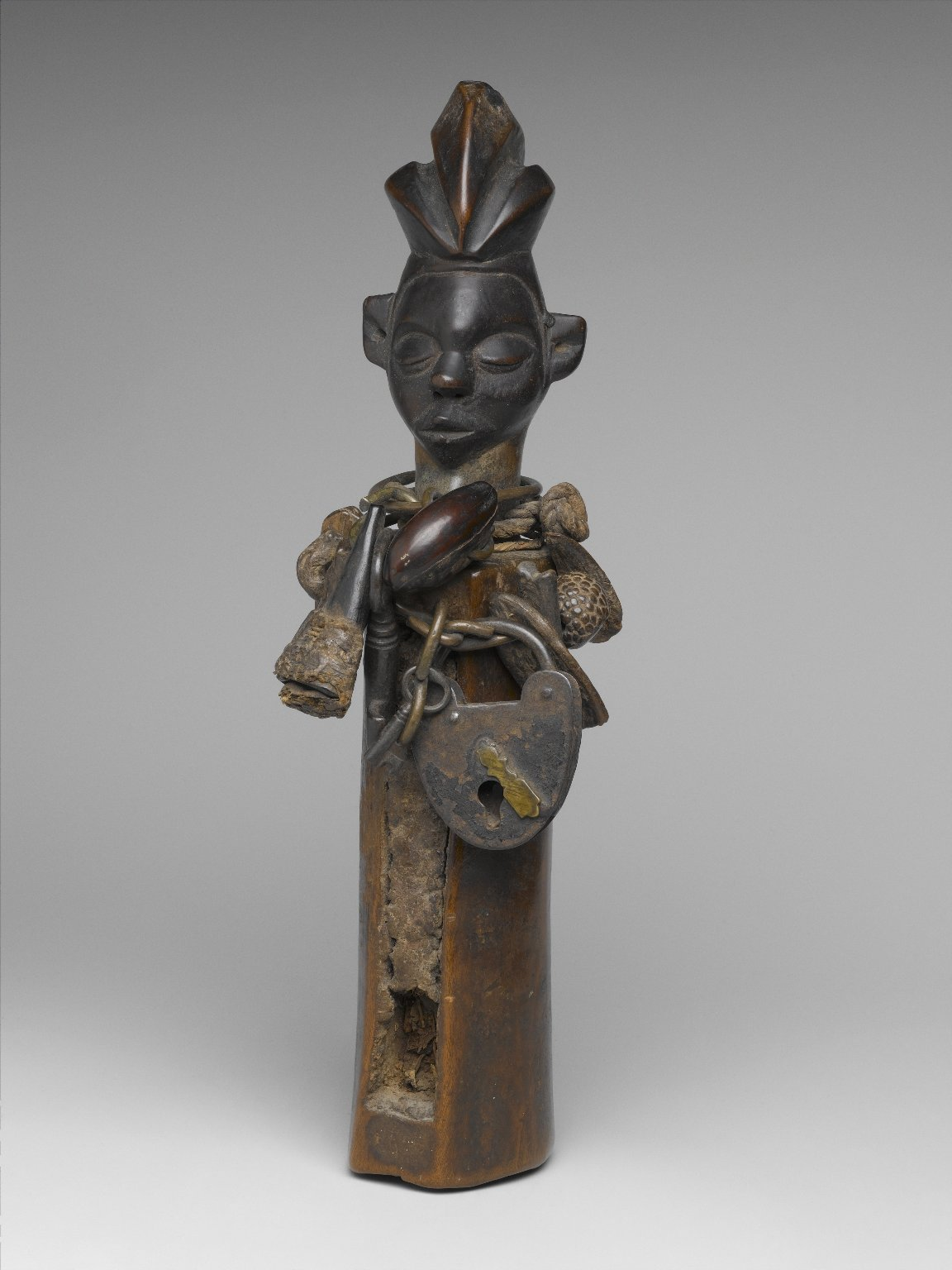
spleetdrum

N'koku ngoombu is een houten spleettrommel met een gebeeldhouwd menselijk hoofd op het handvat. Het wordt gebruikt door waarzeggers, die er op zitten. De spleettrommel wordt ook gebruikt bij het bereiden van medicijnen.

### Mbeedya phoko
De mbeedya phoko is een zwaard dat leiderschap symboliseert. Het wordt gedragen door opperhoofden en regionale leiders. Het is een breed zwaard met een puntig metalen gevest en een schede in een bijzondere vorm. Het symboliseert de zichtbare en onzichtbare krachten van leven en dood. Zulke zwaarden worden gesmeed tijdens de Lunda-oorlogsdans, die herinnert aan legendarische veldslagen.

### Beeldjes (M-mbwoolu-tsyo)
Deze beeldjes van mannelijke of vrouwelijke figuren hebben betrekking op leiderschap en ouderen. De beeldjes verschillen in haardracht en ornamenten op het hoofd 

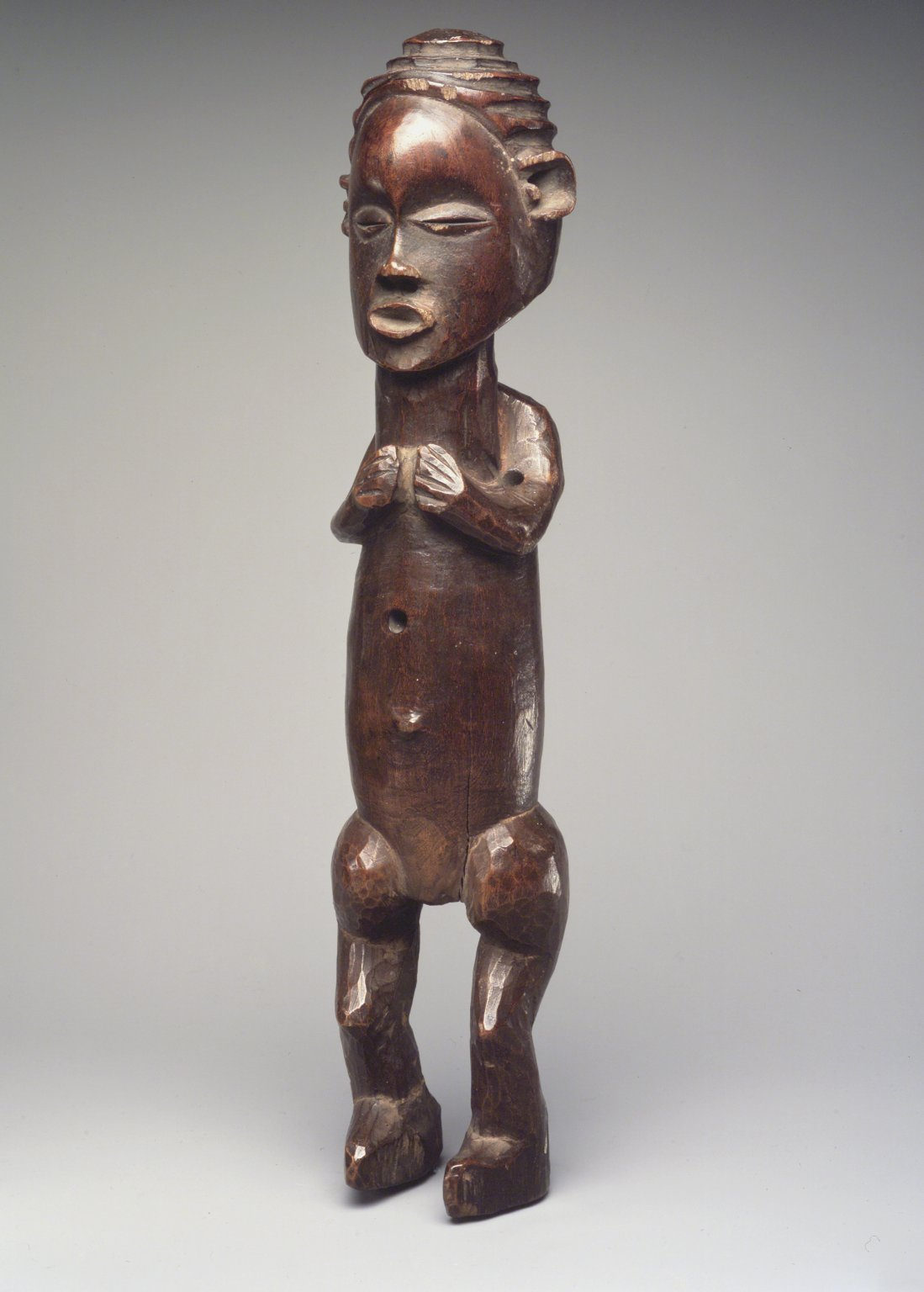
Suku-figuur, 19e eeuw
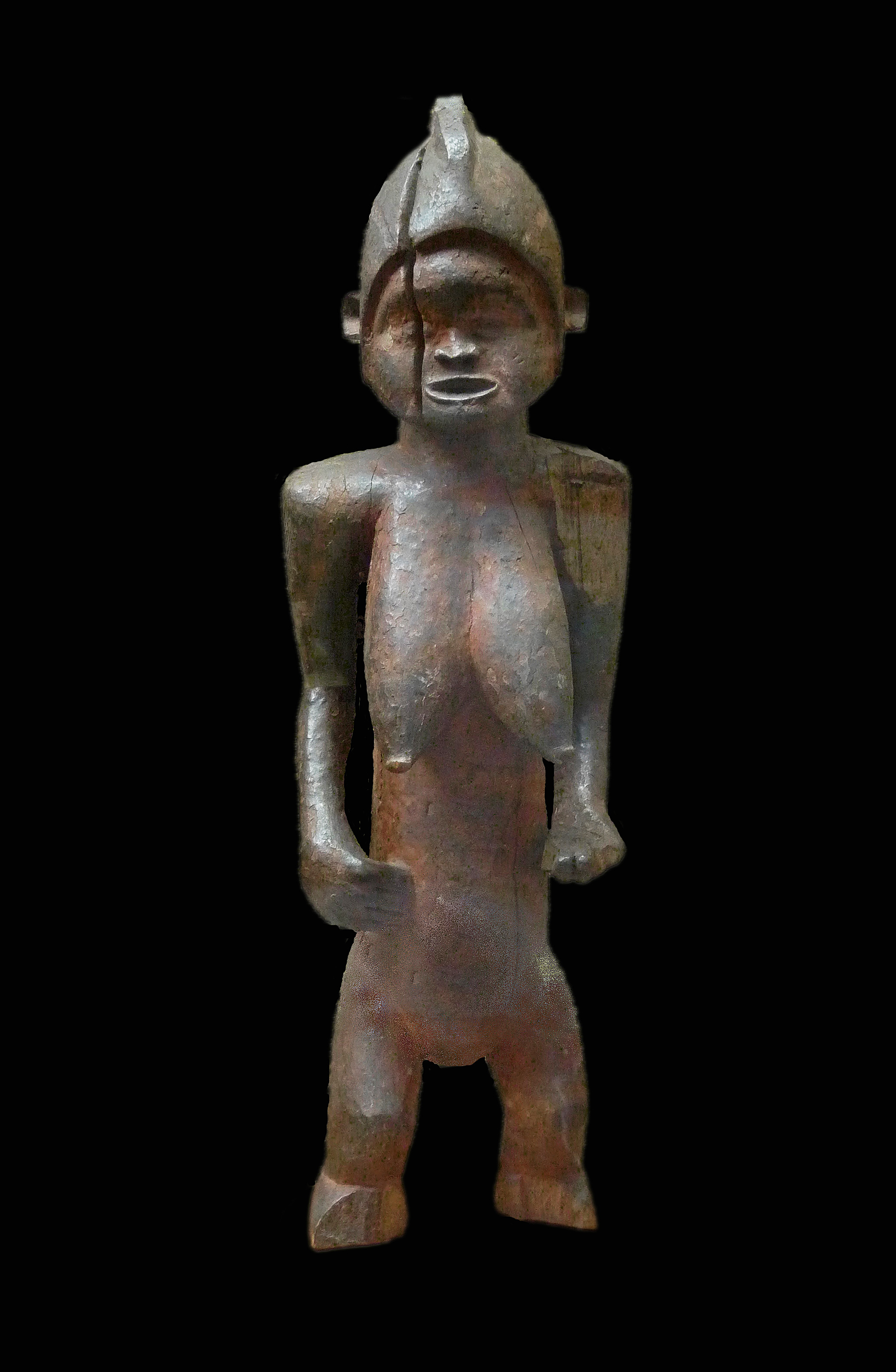
Beeldje van een vrouw